# Philippe Christanval
Philippe Christanval, né le 31 août 1978 à Paris 4e, est un footballeur international français qui évoluait au poste de défenseur central.

## Biographie
D'ascendance guadeloupéenne, il commence sa formation au centre de Clairefontaine et la termine au sein de l'AS Monaco. Il connaît une ascension très rapide, en devenant titulaire à 20 ans dans l'équipe de la principauté avec laquelle il devient champion de France en 2000. On parle alors d'une génération dorée chez les rouges et blancs avec Willy Sagnol, Rafael Márquez, John Riise, Costinha, Marcelo Gallardo, Ludovic Giuly, Thierry Henry ou encore David Trezeguet.
Son élégance, son aisance technique et sa maturité lui valent alors d'être comparé à Laurent Blanc, libéro comme lui.
Cette montée en puissance lui permet d'effectuer, en tant que seul réserviste, le stage préparatoire à l'Euro 2000 avec l'équipe de France. Il ne participera pas à la compétition, remportée par son équipe Nationale. Il ne connaîtra sa première sélection qu'après la compétition, à l'occasion d'un match en Afrique du Sud, à l'occasion duquel il rencontre Nelson Mandela.
En juillet 2001, considéré comme un des plus grands espoirs de sa génération, il est transféré au FC Barcelone pour environ 16,7 M€. À l'issue d'une saison réussie durant laquelle il est titulaire dans une équipe du Barça pourtant en difficulté (4e de Liga), il participe à la seconde demi-finale de Ligue des champions de sa carrière avant d'être sélectionné pour la coupe du monde en tant que remplaçant.
Pourtant, la saison 2002-2003 va marquer un tournant dans la carrière de Christanval. Blessé à la reprise, il est écarté du groupe par le nouvel entraîneur Louis van Gaal durant toute la saison. Alors que le nouveau sélectionneur de l'équipe de France, Jacques Santini, envisage de reconfigurer sa défense autour de lui, son absence de temps de jeu en club entraîne sa mise à l'écart de l'équipe Nationale.
Libéré de son contrat, il tente de se relancer à l'Olympique de Marseille où Alain Perrin en fait un titulaire, le désignant même capitaine à son arrivée. Une fois encore, les blessures l'écartent rapidement des terrains. À son retour, Alain Perrin a été remplacé par José Anigo qui ne fait pas confiance à l'ancien Monégasque, jugé trop peu autoritaire dans les duels. Lors de sa seconde saison au club, il ne foule pas une seule fois les pelouses de Ligue 1 et n'arrive pas à trouver un club du fait de l'importance de son salaire.
En 2005, il tente de relancer à nouveau sa carrière, en signant à Fulham Football Club en Angleterre. Il y trouve un temps de jeu plus important lors de ses deux premières saisons. Mais faute de vraiment s'imposer dans un championnat où le duel est roi, handicapé par de nouvelles blessures, il n'entre en jeu qu'une seule fois lors de sa troisième saison (2007-2008). Son contrat n'est pas renouvelé à l'issue de la saison.
À la suite de ce non-renouvellement de contrat, Christanval décide de mettre un terme à sa carrière définitivement et a ouvert une société spécialisée dans l'immobilier à Londres.
Il existe un stade à son nom à Sarcelles, ville où il a passé son enfance.

## Statistiques

### Générales
| Saison                | Club                   | Championnat           | Championnat | Championnat | Coupe nationale | Coupe nationale | Coupe de la Ligue | Coupe de la Ligue | Supercoupe | Supercoupe | Compétition(s) continentale(s) | Compétition(s) continentale(s) | Compétition(s) continentale(s) | France | France | Total | Total |
| Saison                | Club                   | Division              | M.          | B.          | M.              | B.              | M.                | B.                | M.         | B.         | Comp.                          | M.                             | B.                             | M.     | B.     | M.    | B.    |
| 1996-1997             | AS Monaco              | Division 1            | -           | -           | -               | -               | 1                 | 0                 | -          | -          | -                              | -                              | -                              | -      | -      | 1     | 0     |
| 1997-1998             | AS Monaco              | Division 1            | 10          | 0           | 2               | 0               | -                 | -                 | -          | -          | C1                             | 3                              | 0                              | -      | -      | 15    | 0     |
| 1998-1999             | AS Monaco              | Division 1            | 23          | 1           | -               | -               | -                 | -                 | -          | -          | C3                             | 4                              | 0                              | -      | -      | 27    | 1     |
| 1999-2000             | AS Monaco              | Division 1            | 25          | 0           | 4               | 0               | -                 | -                 | -          | -          | C3                             | 7                              | 0                              | -      | -      | 36    | 0     |
| 2000-2001             | AS Monaco              | Division 1            | 23          | 0           | 1               | 0               | 3                 | 0                 | 1          | 0          | C1                             | 5                              | 0                              | 1      | 0      | 34    | 0     |
| 2001-2002             | FC Barcelone           | Liga                  | 26          | 0           | -               | -               | -                 | -                 | -          | -          | C1                             | 13                             | 0                              | 3      | 0      | 42    | 0     |
| 2002-2003             | FC Barcelone           | Liga                  | 5           | 0           | -               | -               | -                 | -                 | -          | -          | C1                             | 3                              | 0                              | 2      | 0      | 10    | 0     |
| 2003-2004             | Olympique de Marseille | Ligue 1               | 13          | 0           | 1               | 0               | -                 | -                 | -          | -          | C1                             | 3                              | 0                              | -      | -      | 17    | 0     |
| 2004-2005             | Olympique de Marseille | Ligue 1               | -           | -           | -               | -               | -                 | -                 | -          | -          | -                              | -                              | -                              | -      | -      | 0     | 0     |
| 2005-2006             | Fulham FC              | Premier League        | 15          | 0           | -               | -               | 1                 | 0                 | -          | -          | -                              | -                              | -                              | -      | -      | 16    | 0     |
| 2006-2007             | Fulham FC              | Premier League        | 20          | 1           | 3               | 0               | -                 | -                 | -          | -          | -                              | -                              | -                              | -      | -      | 23    | 1     |
| 2007-2008             | Fulham FC              | Premier League        | 1           | 0           | -               | -               | -                 | -                 | -          | -          | -                              | -                              | -                              | -      | -      | 1     | 0     |
| Total sur la carrière | Total sur la carrière  | Total sur la carrière | 161         | 2           | 11              | 0               | 5                 | 0                 | 1          | 0          | -                              | 38                             | 0                              | 6      | 0      | 222   | 2     |

### Matchs internationaux
| Matchs internationaux de Philippe Christanval | Matchs internationaux de Philippe Christanval | Matchs internationaux de Philippe Christanval     | Matchs internationaux de Philippe Christanval | Matchs internationaux de Philippe Christanval | Matchs internationaux de Philippe Christanval | Matchs internationaux de Philippe Christanval                |
| #                                             | Date                                          | Lieu                                              | Adversaire                                    | Résultat                                      | Compétition                                   | Notes                                                        |
| --------------------------------------------- | --------------------------------------------- | ------------------------------------------------- | --------------------------------------------- | --------------------------------------------- | --------------------------------------------- | ------------------------------------------------------------ |
| 1                                             | 7 octobre 2000                                | Ellis Park Stadium, Johannesbourg, Afrique du Sud | Afrique du Sud                                | N 0 - 0                                       | Match amical                                  | Entre en jeu à la place de par Frank Lebœuf à la 59e minute. |
| 2                                             | 13 février 2002                               | Stade de France, Saint-Denis, France              | Roumanie                                      | V 2 - 1                                       | Match amical                                  | Titulaire.                                                   |
| 3                                             | 27 mars 2002                                  | Stade de France, Saint-Denis, France              | Écosse                                        | V 5 - 0                                       | Match amical                                  | Entre en jeu à la place de par Frank Lebœuf à la 64e minute. |
| 4                                             | 17 avril 2002                                 | Stade de France, Saint-Denis, France              | Russie                                        | N 0 - 0                                       | Match amical                                  | Entre en jeu à la place de par Frank Lebœuf à la 46e minute. |
| 5                                             | 21 août 2002                                  | Stade du 7 Novembre, Radès, Tunisie               | Tunisie                                       | N 1 - 1                                       | Match amical                                  | Titulaire.                                                   |
| 6                                             | 7 septembre 2002                              | Stade GSP, Nicosie, Chypre                        | Chypre                                        | V 2 - 1                                       | Éliminatoires de l'Euro 2004                  | Titulaire.                                                   |

## Palmarès
- Champion de France de Division 1 en 1999-2000 avec l'AS Monaco
- Vainqueur du Trophée des champions en 2000 avec l'AS Monaco
- Finaliste de la Coupe UEFA en 2004 avec l'Olympique de Marseille

## Distinctions personnelles
- Nommé meilleur espoir du championnat de France en 2000 par l'UNFP.